# 李基東
李 基東（イ・ギドン、朝鮮語: 이기동、1943年 - ）は、大韓民国の歴史学者。専門は朝鮮古代史。朝鮮古代史研究の大家の一人であり、特に新羅の研究で大きな業績を残す。「元老国史学者」「大物の国史学者」とも評される。

## 人物
朝鮮京城府（現・大韓民国ソウル）生まれ。ソウル大学卒業、ソウル大学大学院卒業。東国大学教授、国史編纂委員会委員、韓国学中央研究院院長などを務める。

## 受賞
月峰著作賞、三・一文化賞、秀堂賞、大韓民国学術院会員。